# Квејкертаун (Пенсилванија)
Квејкертаун (енгл. Quakertown) град је у америчкој савезној држави Пенсилванија.

## Демографија
По попису из 2010. године број становника је 8.979, што је 48 (0,5%) становника више него 2000. године.
| Група             | 2000.         | 2010.         |
| Белци             | 8.330 (93,3%) | 7.906 (88,0%) |
| Афроамериканци    | 107 (1,2%)    | 217 (2,4%)    |
| Азијати           | 135 (1,5%)    | 179 (2,0%)    |
| Хиспаноамериканци | 257 (2,9%)    | 537 (6,0%)    |
| Укупно            | 8.931         | 8.979         |